# Grauwe dwergbuidelrat
De grauwe dwergbuidelrat (Marmosa (Micoureus) demerarae) is een zoogdier uit de familie van de Didelphidae. De wetenschappelijke naam van de soort werd voor het eerst geldig gepubliceerd door Thomas in 1905.

## Voorkomen
De soort komt voor in Colombia, Venezuela, Frans Guyana, Guyana, Suriname, Brazilië, oostelijk Peru en oostelijk Bolivia.

## Ondersoorten
Er worden vijf ondersoorten erkend:
- Marmosa demerarae demerarae (Thomas, 1905) – komt voor in het Hoogland van Guyana.
- Marmosa demerarae areniticola (Tate, 1931) – komt voor op de berg Roraima.
- Marmosa demerarae dominus (Thomas, 1920) – komt voor in het Amazonebekken van Brazilië, oostelijk Peru en noordelijk Bolivia.
- Marmosa demerarae esmeraldae (Tate, 1931) – komt voor in de staat Amazonas van Venezuela.
- Marmosa demerarae meridae (Tate, 1931) – komt voor in de valleien van de Andes in Colombia en Venezuela.